# Malacocincla sepiaria
Malacocincla sepiaria là một loài chim trong họ Pellorneidae.